# Crítica literária
A crítica literária é o estudo, discussão, avaliação e interpretação da literatura. Pode assumir a forma de um discurso teórico baseado na teoria da literatura ou um discurso mais detalhado, apresentação ou revisão de uma obra literária (muitas vezes na forma jornalística quando é publicada). O método da crítica literária é diretamente influenciado pela história e pela teoria crítica. O método é, ao mesmo tempo, a atualização histórica de uma visão teórica da literatura. O formalismo, a filologia, os estudos culturais, o geocriticismo, as religiões comparadas, a simbologia e a psicanálise são métodos muitas vezes utilizados na crítica literária.

## História
No Século IV a.C., Aristóteles escreveu a Poética, uma tipologia e descrição de formas literárias com muitas críticas específicas às obras de arte contemporâneas. A poética desenvolveu pela primeira vez os conceitos de mimese e catarse, ainda cruciais nos estudos literários. Os ataques de Platão à poesia como imitativos, secundários e falsos também foram formativos. O sânscrito Natya Shastra inclui críticas literárias à literatura indiana antiga e drama sânscrito.
A crítica literária do Renascimento desenvolveu ideias clássicas de unidade de forma e conteúdo no neoclassicismo literário, proclamando a literatura como central para a cultura, confiando ao poeta e ao autor a preservação de uma longa tradição literária. No período do Iluminismo, as críticas literárias se tornaram mais populares. Durante esse período, as taxas de alfabetização começaram a subir no público; não era mais leitura exclusiva para os ricos ou acadêmicos. Com a ascensão do público alfabetizado e a rapidez da impressão, também surgiram críticas. A leitura não era mais vista apenas como educacional ou como uma fonte sagrada de religião; era uma forma de entretenimento. A crítica literária foi influenciada pelos valores e escrita estilística, incluindo escrita clara, ousada e precisa e os critérios mais controversos das crenças religiosas do autor.
Na contemporaneidade, Northrop Frye publicou a influente Anatomia da Crítica. Em suas obras, Frye observou que alguns críticos tendem a adotar uma ideologia e a julgar peças literárias com base em sua adesão a essa ideologia. Este tem sido um ponto de vista altamente influente entre os pensadores modernos e pós-modernos. Jürgen Habermas em Erkenntnis und Interesse (Conhecimento e interesses humanos), descreveu a teoria crítica literária nos estudos literários como uma forma de hermenêutica: conhecimento via interpretação para entender o significado de textos humanos e expressões simbólicas - incluindo a interpretação de textos que interpretam outros textos.
Nos anos 1960, o movimento estruturalista da "nova crítica" desenvolveu-se em torno das figuras de Gérard Genette e Roland Barthes, para quem a crítica literária, por meio do estudo teórico das formas literárias, tornou-se a própria literatura. Mais recentemente, a partir de René Girard, a crítica literária desenvolve a ideia de horizonte da mediação, das relações de rivalidade fruto do desejo mimético que aparece como um norteador de pesquisas interpretativas.